# Michael Lohan
Pour les articles homonymes, voir Lohan.
Michael Lohan née le 25 avril 1960 à New York, aux États-Unis, est un acteur et manager américain. Il est le père de Lindsay Lohan.

## Biographie
Sa mère Marilyn (née Desiderio) et Richard Lohan. Il a trois frères et sœurs.
À l'âge de vingt ans il travaille comme Opérateur de marché à Wall Street. 
En 1985 il se marie avec Dina Lohan. Ils ont quatre enfants Lindsay Lohan (1986), Michael, Jr. (1987), Ali Lohan (1993), et Dakota Lohan (1996). Il divorcent en 2009.
Le 30 juin 2008 il est soumis un échantillonnage d'ADN pour un test de paternité au Montana. Un tribunal du Montana a statué que Lohan était le père naturel d'Ashley Kaufmann et son nom a été ajouté à son certificat de naissance.

## Filmographie

### Film
| Année | Titre            | Charactère            |
| ----- | ---------------- | --------------------- |
| 2008  | Horrorween       | Chindows Exec         |
| 2008  | The Deed To Hell | Interviewed Celebrity |
| 2011  | Wanna Be Me!     | Angel Lohan           |

### Téléfilm
| Année     | Titre                         | Épisode              |
| --------- | ----------------------------- | -------------------- |
| 2010      | Hannity                       | 9 juillet 2010       |
| 2010      | Larry King Live               | 10 juillet 2010      |
| 2010      | The Gossip Queens             | 1.22                 |
| 2011      | Celebrity Rehab with Dr. Drew | 10 épisodes          |
| 2011      | The Early Show                | 3 janvier 2011       |
| 2011      | ABC News Nightline            |                      |
| 2012      | Sergio's Blog                 |                      |
| 2012      | Dr. Drew's Lifechangers       | Michael Lohan Part 2 |
| 2012      | Judge Alex                    | 2 novembre 2012      |
| 2012      | Celebridate                   | Michael Lohan        |
| 2013      | The Test'                     | The Lohan's Revealed |
| 2012/2013 | Trisha                        |                      |
| 2014      | Lindsay                       |                      |
| 2016      | Family Therapy with Dr. Jenn  | 10 épisodes          |